# Personaggi di Anna Marchesini
Durante la sua carriera l'attrice e doppiatrice italiana Anna Marchesini ha dato vita a più di un centinaio di personaggi, da sola o nell'ambito del celebre Trio, che ha riunito nel 2008 con Massimo Lopez e Tullio Solenghi dopo lo scioglimento del 1995.

## Allacciare le cinture di sicurezza
Personaggi in Allacciare le cinture di sicurezza:
- L'attrice di Teatro Impegnato
- Claudine
- La Roundina
- Ljuba
- Gina Lollobrigida
- Agatha Christie
- La Vedova Elizabeth Smith
- La Gelatara
- La Regina Madre
- La Hostess

### La Signorina Carlo
Si tratta di uno dei primi personaggi creati da Anna Marchesini, nonché uno dei più celebri. Fu proposto per la prima volta a Domenica In nel 1989, in uno sketch-parodia di Telemike: nella versione originale concorreva insieme al suo corrispettivo maschile il signor(ino) Carlo (interpretato da Tullio Solenghi ) in un quiz televisivo condotto da Mike Bongiorno (imitato da Massimo Lopez); entrambi venivano da Chieti (memorabile la frase con accento abruzzese "Sto a fa'r quizze!") e rappresentavano la piccola borghesia perbenista e allucinata, che nel tentativo di vincere qualche soldo finiva per perdere tutto: le domande del quiz erano infatti impossibili, e i due inanellavano una serie di perdite sempre più alte, tanto che alla fine si trovavano con un saldo negativo e dovevano ripagare il debito con gioielli e vestiti. In seguito Anna Marchesini ripropose il personaggio con alcune modifiche e un background autonomo rispetto alla versione primitiva; l'appellativo Carlo, che nella versione originale era il nome della donna (per creare una gag con la totale sovrapponibilità del personaggio maschile e di quello femminile) divenne poi il suo cognome.
La signorina Carlo è dunque una zitella sulla quarantina, che veste abiti fuori moda come la sua pettinatura a "cofana"; estremamente perbenista, è anche piuttosto ingenua e soprattutto miope, cosa che la porta a ruzzolare per le scale, prendere botte in testa e cadere dai posti più disparati. Queste sue caratteristiche la portano a enunciare due dei suoi tormentoni: il suo impappinarsi nel tentativo di dire parole come "precipitandovicisi", "raccapezzarmicisivi", "scapicollarmicisivi", e l'introduzione di ogni sua narrazione con la frase "Che siccome che sono ciecata...".
Altre sue caratteristiche sono l'ossessione per la grammatica (che lei stessa non padroneggia) e per la punteggiatura: al termine di ogni periodo chiede agli altri personaggi o al pubblico se può aggiungere un punto o una virgola, finendo poi per metterceli entrambi insieme ad asterischi, punti interrogativi e altri segni a casaccio. Infine non riesce mai, nonostante i suoi sforzi, a farsi chiamare "signorina" anziché "signora". Nella stagione 97-98 di Quelli che il calcio Anna Marchesini presentò la signorina Carlo come moglie del telecronista sportivo Giampiero Galeazzi.
In Allacciare le cinture di sicurezza la signorina Carlo è la vicina di casa che viene ascoltata come seconda testimone al processo per l'omicidio del signor Smith e si rivelerà fondamentale per individuare l'assassino.

## In principio era il trio
Personaggi ne In principio era il trio:
- Juliette
- La Coniuge Vinavil
- Ulla
- Il Cigno
- Mary Poppins
- Astronauta del futuro

### Giulietta
Juliette per rivitalizzare il rapporto di coppia con il marito Philippe si traveste anche da Giulietta (evidente citazione surreale di William Shakespeare)

### La Cameriera Secca dei Signori Montagné
Si tratta di un personaggio aggiunto all'ultimo momento al copione della recita che il Trio sta mettendo in scena, la cameriera della casa dove si è consumato un delitto, sottoposta a interrogatorio; in realtà la sua presenza è del tutto ininfluente alla trama, se non dannosa: il ruolo è infatti scritto malissimo, e per di più viene interpretato da un'attrice cagna, forse raccomandata, che non sa muoversi sul palco, non rispetta i tempi scenici e mette in difficoltà gli altri attori, costretti a improvvisare un dialogo con lei. Tuttavia ella si ostina a ripetere la frase d'entrata, "Salve! Sono la cameriera secca dei Signori Montagné!", con una voce monocorde e stridula, tentando anche di fare un inchino ossequioso e arrabbiandosi perché non ci riesce. Inoltre si impappina in frasi semplici come "si accomodino", che diventa si accomonodino, si accomonodinodino (caratteristica che condivide con la Signorina Carlo); davanti a questa performance fallimentare, la Cameriera riflette ad alta voce su sé stessa, sottolineando la sua inettitudine. Alla fine, incapace di rimanere sul palco, se ne va sconsolata, chiedendo però al pubblico "Come ho recitato? Capirai...!".
Le stesse caratteristiche sono riscontrabili in altri personaggi interpretati successivamente dalla Marchesini, come Beniña, la fidanzata bionda di Pedro nel ciclo delle telenovelas, o Ynoiosa, la sorella bionda di Bella Figheira ne I promessi sposi, che condividono con la Cameriera Secca la totale inettitudine alla recitazione.

## I promessi sposi
Personaggi ne I promessi sposi:
- Lucia Mondella (anche come Miss Lecco, oltre che Heidi in voce)
- Agnese
- Bella Figheira
- Ynoiosa
- La Fata Turchina/Gina Lollobrigida
- La Monaca di Ponza
- La Perpetua
- Suor Guendalina
- La Madre Badessa
- Biancaneve
- L'Inviata al Cimitero
- La Sadomasochista dell'Innominato
- La Cameriera (fan di Manzoni)
- Donna Prassede (doppiaggio di Lopez)
- La Chitarrista del Gruppo Rock di Little Tommy alias Fra' Cristoforo
- La Giornalista di Mixer (che si trasforma in Pecora)
- L'Interprete del prof. Vladimir Von Pesten
- L'infermiera del Lazzaretto

## Parlano da sole
Nel primo atto di Parlano da sole Anna Marchesini interpretava due monologhi, rispettivamente di Alan Bennett e Annibale Ruccello, con protagoniste due donne:
- Susan, la Signora Vicario: Susan è la moglie di un vicario anglicano, apparentemente allegra e cordiale, in realtà depressa e alcolizzata; odia il marito, vanesio e arrivista, e l'ipocrisia dei suoi benpensanti parrocchiani. La svolta arriva quando Susan conosce il droghiere indiano Ramesh, col quale si concede numerose scappatelle che la porteranno a guarire e sentirsi in pace con sé stessa.
- Anna Cappelli: Anna è una giovane impiegata di Latina, che spera di aver trovato la svolta della sua vita quando l'insipido ragioniere Tonino le propone di convivere more uxorio; quando lui, a causa del suo comportamento ossessivo, la lascerà, lei compie un gesto estremo: lo uccide e lo fa a pezzi con l'intenzione di mangiarselo. Si accorgerà troppo tardi della gravità dell'errore che ha commesso.

Nel secondo atto Anna Marchesini portava in scena le Femminacce, ossia i suoi personaggi più famosi, spiegandone le origini e offrendo dei brevi sketch in cui commentavano quanto accaduto nel primo atto; tra esse:
- - La signorina Carlo
  - Giulietta
  - L'attrice del Piccolo di Milano (Ljuba del Giardino dei ciliegi di Čechov)
  - L'attrice della tragedia
  - La cameriera secca dei signori Montagné

### La Sora Flora
(La Sora Flora)
Anna Marchesini ha proposto al pubblico il personaggio della Sora Flora per la prima volta nel 1989. È uno dei primi personaggi scritti dall'attrice e l'unico che parla un dialetto, per la precisione il vernacolo di Orvieto; è d'altronde ispirato a una persona realmente esistita: durante il suo spettacolo Parlano da sole e in svariate altre occasioni Anna ha dichiarato di essersi ispirata a una vicina di casa della sua città natale. Flora è una donna di mezza età, spettinata e con indosso grembiule e guanti di gomma, perennemente affacciata a una finestra dalla quale si lamenta con ipotetiche vicine o dirimpettaie riguardo alla vita di tutti i giorni, occhieggiando al tempo stesso i balconi degli altri vicini e commentando senza mezzi termini tutto ciò che vede. Le sue lamentele si concentrano spesso sui guai combinati dalla masnada dei suoi pestiferi figli (stimati a trentadue), che non vogliono fare "le còmpete" e che sono in grado di farsi male in modi spettacolari. Non mancano poi frecciate verso il marito, sempre assente: nel 1997 a Domenica In ella dice che il coniuge lavora su una piattaforma petrolifera nel Kuwait. Le scenette si concludono in genere con la Sora Flora che, accomiatandosi dalle vicine, sbuffa nella consapevolezza di tutte le faccende che ancora la aspettano: "Non ce la faccio più! Alò!".
L'accento umbro della Sora Flora è condiviso da altri personaggi interpretati dalla Marchesini, come Perpetua ne I Promessi Sposi.

### La sessuologa Merope Generosa
(Espressione ripetuta per descrivere gli organi genitali)
Uno dei più famosi personaggi dell'attrice, è una stimata sessuologa dotata di una capigliatura foltissima, occhialetti squadrati e dell'immancabile tailleur. Fedelissima alla sua professione, Merope Generosa è in grado di trovare rimandi e allusioni sessuali in qualunque gesto quotidiano, canzone o personaggio, e sa sempre dare preziosi consigli a chi si rivolge a lei; tuttavia, è anche tremendamente contegnosa, al punto di non riuscire a pronunciare termini o frasi troppo esplicite. Quando è costretta a farlo, pur di non risultare volgare si ritrova a balbettare pudicamente, a trovare stupefacenti sinonimi o enunciare ardite perifrasi, con risultati esilaranti. La professoressa Generosa è stata proposta in due edizioni del Festival di Sanremo, nel 1999 e nel 2002, nonché in altre trasmissioni (La posta del cuore, Sogni). Il personaggio è ispirato alla psicoterapeuta Gianna Schelotto.

## Una patatina nello zucchero
Nel primo atto di Una patatina nello zucchero figurano i protagonisti di due atti unici scritti da Alan Bennett per la serie Talking Heads (tradotta in italiano come Signore e signori).
- Graham Whittaker: uno dei pochi personaggi maschili interpretati dalla Marchesini, Graham è un uomo di mezz'età con i postumi di un esaurimento nervoso, il quale vive con la dispotica madre Vera; i due hanno un rapporto di interdipendenza, in cui alternano furiosi litigi ad abitudini stantie. Tutto cambia quando Vera reincontra Frank, una sua vecchia fiamma, che prende a corteggiarla e addirittura le fa una proposta di matrimonio, suggerendole di lasciare Graham al suo destino; questi scopre però che Frank è già sposato, e che nonostante questo ha corteggiato e proposto il matrimonio a molte altre donne. Quando lo dice a Vera, questa sfoga tutta la sua rabbia su Graham, lasciandogli intendere di aver sempre saputo della sua omosessualità repressa; tuttavia, il giorno dopo la donna sembra aver dimenticato tutto, e i due riprendono la loro ipocrita normalità.

- Lesley l'attrice: si tratta di un'aspirante attrice poco più che trentenne, ingenua e priva di talento. Dopo una serie di esperienze tutt'altro che prestigiose, Lesley pensa di aver trovato la sua occasione d'oro quando l'ambiguo registe Gunther le propone un ruolo da protagonista in un film destinato al mercato cinematografico della Germania Ovest. Lesley è così entusiasta da non accorgersi di aver girato un film pornografico, e che per ottenere la parte ha dovuto cedere alle avances sessuali di Gunther.

Personaggi del secondo atto:
- La sessuologa Merope Generosa;
- Le pazienti: Anna Marchesini interpreta contemporaneamente molte pazienti di Merope Generosa, impegnate in una seduta di terapia di gruppo. Sebbene non venga specificato, queste pazienti sono altri personaggi dell'attrice, tra cui è riconoscibile la Signorina Carlo e la Sora Flora.

## Personaggi vari

### Dolores
Protagonista di una fortunata e lunga serie di parodie delle telenovelas brasiliane di moda negli anni '80, comprensive di scene surreali, trame risibili, costumi e scenografie scadenti e soprattutto un doppiaggio eseguito con mezzi di fortuna. Dolores, insieme a Pedro (Solenghi) e Alonzo Gilberto Jimènez Perito Peraria (Lopez) è costantemente al centro di triangoli amorosi, tradimenti e commoventi ritorni; le loro performances, già di non particolare pregio, vengono però inficiate dagli evidenti limiti tecnici della produzione: pezzi di scenografie che si staccano, microfoni che sbattono in testa agli attori, costumi che si rompono e così via. Un altro limite è dato dal fatto che le sceneggiature comprenderebbero molti attori, costringendo Dolores a mascherarsi in scena per sostenere contemporaneamente più ruoli. Il doppiaggio scadente, infine, fa sì che i tre attori si scambino improvvisamente le voci, o che una stessa frase venga ripetuta più e più volte come riempitivo: leggendaria è diventata "Vuoi bere qualcosa, Pedro?", pronunciata da Dolores mentre Pedro sta già bevendo qualcosa.
Ne I Promessi Sposi, le caratteristiche di Dolores vengono traslate su Bella Figheira, fidanzata di Don Rodrigo.

### Le giornaliste del TG
Nel corso di una lunga serie di parodie del TG1, proposta in vari programmi nel corso degli anni, Anna Marchesini ha interpretato diverse telegiornaliste alle prese con la conduzione di uno sgangherato telegiornale, oppure impegnate nella realizzazione di disastrosi servizi in esterna. Tra le molte telegiornaliste si ricordano Matilde Racchia, Franca Bonazza e Luciana.
Sempre in questo contesto, l'attrice ha talvolta interpretato le traduttrici in simultanea dalla lingua inglese e nella lingua dei segni, che davano vita a esilaranti siparietti col conduttore del TG (Lopez o Solenghi).

### Personaggi non seriali
- La Piccina
- La Madre della Piccina
- La Promotrice Pubblicitaria Monica
- La Borgatara in Passerella
- Juanita
- La Dr.ssa Vera Matta
- La Contessa Educata
- La Contessa Pazza
- La Contessa Marta Marzotto
- Gabriella Carlucci
- Gina Lollobrigida
- Wanna Marchi
- Marina Lante della Rovere
- Il Primo Ministro del Regno Unito Margaret Thatcher
- Il Premio Nobel per la Medicina Rita Levi-Montalcini
- Il Ministro dell'Istruzione Letizia Moratti
- Il Ministro della Pubblica Istruzione Franca Falcucci
- La Cicogna
- Cenerentola
- Cappuccetto Rosso
- Le annunciatrici RAI
- L'annunciatrice dell'Almanacco
- L'annunciatrice indigena
- L'annunciatrice di Fantastico 7
- La documentarista Angela
- La giornalista del WC
- La Hippie
- Il Cavolo
- Tata (di Tonino Carino)
- La Signora Scott
- La Cartomante Amalia
- La prostituta